# Francisco Ariza
Francisco Ariza Gómez (Antequera, c. 1850-Logroño, 1903), conocido como el capitán Ariza, fue un militar español.

## Biografía
En la prensa de la época se le hace nacido a mediados del siglo XIX en la localidad malagueña de Antequera, hijo del labrador aragonés Diego Ariza de Ariza y de la malagueña María Gómez. Participó en la guerra de Cuba, en la que se dice que habría sido responsable de la captura de Calixto García, y en la fallida sublevación de Villacampa de 1886. Durante la guerra de Margallo (1893-1894), en Melilla, lideró un grupo paramilitar denominado «guerrilla de la muerte», formado por presidiarios buscando reducir sus penas, que luchaba contra los rifeños. Las andanzas de esta cuadrilla finalizaron tras mutilar uno de sus miembros a un confidente local y ser ejecutado el responsable por las autoridades españolas. Ariza habría ascendido a comandante y más tarde a teniente coronel, empleo que tenía al morir. Falleció, tras contraer una pulmonía, en Logroño en enero de 1903.